# Titaua Peu
Titaua Peu, née en 1975 en Nouvelle-Calédonie, est une écrivaine tahitienne (mā’ohi en tahitien), de langue française dont les écrits sont centrés sur la société polynésienne, l’impact de la colonisation, et la place des femmes dans cette société. Brisant le tabou du silence sur les réalités de sa société, elle est une voix importante de la littérature tahitienne du XXe – XXIe siècle.

## Biographie
Titaua Peu naît en Nouvelle-Calédonie où ses parents tahitiens (son père est originaire de Taha'a) ont émigré pour profiter du boom qui touche l’exploitation du nickel dans ce pays. Elle a deux ans quand sa famille  s’installe à Pape’ete. Elle y fait ses études secondaires, puis va à Paris pour ses études universitaires, avant de retourner à Tahiti en 2002.
En 2003, la publication de son premier roman Mutismes fait de Titaua Peu la plus jeune auteure tahitienne publiée. À travers le regard de son héroïne, jeune Tahitienne, ce roman social aborde la violence physique familiale, la misère sociale, la question de l’indépendantisme et les conséquences des essais nucléaires en Polynésie française. Mutismes est l’un des premiers romans à toucher le sujet de ce que Anaïs Maurer appelle « néocolonialisme nucléaire » dans son analyse du livre. Le roman est réédité en avril 2021, quelques mois avant la publication du rapport de l'ONG Disclose sur les essais nucléaires dans cette région du monde.
La publication du livre en 2003 entraîne à Tahiti des réactions violentes tant par son style que par ses thèmes qui ont en commun d'être tabous, protégés par un mur de silence qui rend difficile la prise de parole, ce que reflète la modification du titre dans sa réédition de 2021 : Mū tismes (en deux mots), faisant ainsi apparaitre le mot tahitien mū signifiant « le silence de quelqu’un qui a quelque chose à dire mais qui se tait ».
Pina, son deuxième roman, paraît en 2016. Titaua Peu y approfondit les thèmes de Mū tismes dans un texte qui « claque comme un coup de fusil », et s'éloigne encore plus du cliché de Tahiti comme paradis terrestre. Dans ce roman noir aux multiples personnages, la violence n'épargne personne. Pina, le personnage principal, fait écho à Pecola Breedlove, héroïne du roman L'Œil le plus bleu, et reflète l'admiration que Titaua Peu porte à Toni Morrison. Le roman est récompensé par deux prix, le prix Eugène-Dabit du roman populiste en 2017 et le Prix French Voices Grand Prize in fiction en 2019.

## Récompenses
- 2017 : Prix Eugène-Dabit du roman populiste, pour Pina.
- 2019 : Prix French Voices Grand Prize in fiction, pour Pina.
- 2021 : Première lauréate de la résidence d’écriture de l’AETI (Association des éditeurs de Tahiti et des îles)[11].

## Œuvres
- Mutismes. E ’ore te vāvā., éd. Haere Pō, 2003, réédité en 2021 par les éditions Au Vent des îles.
- Pina, éd. Au Vent des îles, 2016.

### Œuvre traduite
- Pina, traduit par Jeffrey Zuckerman, Restless Books, 2022.